# Ernst Winkler (Fußballspieler)
Ernst Franz Winkler (* 14. Jänner 1897 in Wien-Favoriten; † kurz vor dem 30. Juli 1965) war ein österreichischer Fußballspieler.
In der Saison 1919/20 wurde er als Spieler vom SpC Rudolfshügel Torschützenkönig in der 1. Klasse, der damals höchsten Liga in Österreich. Für die Favoritner bestritt er mindestens 84 Erstligaspiele und erzielte 53 Tore.
Nach seiner aktiven Karriere übernahm der mit dem Spitznamen "Schrapnellferdl" versehene Winkler das Gasthaus Winkler seiner im Jahr 1933 verstorbenen Mutter Elisabeth in Wien-Favoriten.